# 竹内徹
竹内 徹（たけうち とおる、1960年- ）日本の工学者・建築構造エンジニア（構造家）。東京工業大学教授。鋼構造、空間構造、耐震・制振・免震構造の研究を行う傍ら、これらを応用した構造デザインを手がける。

## 略歴
- 1978年、都立新宿高校卒業
- 1984年、東京工業大学大学院修了（修士（工学））
- 1984年-2002年、新日本製鉄株式会社建築事業部
- 1990年-1992年、Ove Arup & Partners, ロンドン 派遣勤務
- 2003年、東京工業大学建築学専攻・助教授
- 2008年、東京工業大学建築学専攻・教授
- 2023年、日本建築学会会長

## 受賞歴
- 2000年、日本建築構造技術者協会JSCA賞（第11回新人賞）[2]
- 2005年、IASS（国際シェル・空間構造学会） Tsuboi Award[3]
- 2006年、日本構造家倶楽部日本構造デザイン賞
- 2007年、グッドデザイン賞金賞（経済産業大臣賞）
- 2009年、2012年、2013年、日本建築学会作品選奨
- 2011年、日本建築学会賞（論文）

## 著作
- 『建築鋼構造のシステム化』（共著）：鉄構技術、2001年。ISBN 978-4907706036
- 『高等学校工業科文科省検定教科書／建築構造設計』（共著）：実教出版、2004年。ISBN 4407200502
- 『シェル・空間構造の減衰と応答制御』（分担）：日本建築学会、2008年。ISBN 978-4818905771
- 『鋼構造座屈設計指針』（分担）：日本建築学会、2009年。ISBN 978-4818905863
- 『挑戦する構造』（分担）：建築画報、2011年。ISBN 978-4901772563
- 『都市構造物の損害低減技術』（編著）シリーズ＜都市地震工学＞：朝倉書店、2011年。ISBN 978-4254265262
- 『力学・素材・構造デザイン』（共著）：建築技術、2012年。ISBN 978-4767701318
- 『鋼構造物の座屈に関する諸問題2013』（分担）：日本建築学会、2013年。ISBN 978-4818906105
- 『構造デザインマップ東京』（共著）：総合資格、2014年。ISBN 978-4864171212

## 構造設計作品
- 第2新日鉄ビル、1988年
- 香港中環中心、1998年
- ちくほ図書館、2004年
- 東京工業大学緑が丘1号館レトロフィット、2006年
- 東京工業大学附属図書館、2011年
- 東京工業大学環境エネルギーイノベーション棟、2012年
- 東京工業大学緑が丘6号館、2013年
- 東急大井町線緑が丘駅、2013年